# Gran Premio degli Stati Uniti d'America 2022
Il Gran Premio degli Stati Uniti d'America 2022 è stata la diciannovesima prova della stagione 2022 del campionato mondiale di Formula 1. La gara si è tenuta domenica 23 ottobre sul circuito delle Americhe che sorge nella Contea di Travis, vicino a Austin, in Texas, ed è stata vinta dall'olandese Max Verstappen su Red Bull Racing-RBPT, al trentatreesimo successo in carriera; Verstappen ha preceduto all'arrivo il britannico Lewis Hamilton su Mercedes e il monegasco Charles Leclerc su Ferrari.
Grazie ai risultati ottenuti, la scuderia austriaca Red Bull Racing si aggiudica per la quinta volta nella propria storia il mondiale costruttori, il primo nell'era turbo-ibrida, con i propulsori sotto una diversa denominazione, Red Bull Powertrains, in sigla RBPT, per la prima volta dalla stagione 2013 con il tedesco Sebastian Vettel, nel quale fu spinta da motori Renault. La scuderia di Milton Keynes termina una striscia record di otto mondiali costruttori vinti consecutivamente dalla tedesca Mercedes tra il 2014, prima stagione dell'era turbo-ibrida della categoria, e il 2021.
All'intero weekend di gara hanno assistito 440 000 spettatori, nuovo record per il Gran Premio degli Stati Uniti d'America sul circuito delle Americhe, il dato degli spettatori più alto dell'intero campionato. Il precedente primato apparteneva all'edizione precedente del 2021, caratterizzata da una presenza di 400 000 spettatori nel fine settimana.

## Vigilia

### Sviluppi futuri
Il pilota di riserva della scuderia locale Haas, Pietro Fittipaldi, viene annunciato come partecipante nella prima sessione di prove libere del venerdì del Gran Premio successivo, quello di Città del Messico, in programma il 30 ottobre, insieme a quello di Abu Dhabi, ultima corsa della stagione datata 20 novembre. Anche il pilota di riserva della scuderia britannica McLaren, il messicano Patricio O'Ward, correrà nella stessa sessione ad Abu Dhabi. La Williams annuncia che il pilota locale di Formula 2 per il team britannico Carlin Motorsport, Logan Sargeant, e di riserva della scuderia britannica, prende anche parte alle due sessioni a Città del Messico e Abu Dhabi, rispettivamente al posto del pilota thailandese Alexander Albon e di quello canadese Nicholas Latifi. A partire da questo campionato, secondo il regolamento sportivo, tutte le dieci squadre iscritte al campionato hanno l'obbligo di schierare, durante le sessioni di prove libere, almeno due piloti giovani. Le squadre hanno un numero prestabilito di sessioni nelle quali schierare dei giovani debuttanti.
Gli organizzatori del Gran Premio di Singapore annunciano modifiche al layout del circuito di Marina Bay, sede della gara, dalla prossima stagione. Si tratta della quinta variazione della configurazione della pista fin da quando ha debuttato nella stagione 2008. Viene rimosso il tratto lento che andava dalla curva 16 alla curva 19. Dall'uscita della curva 14 c'è un unico tratto veloce prima della chicane che porta al traguardo. Esso, lungo circa 400 metri, è ipoteticamente oggetto di una nuova zona del Drag Reduction System che porterebbe il circuito a presentare ben quattro zone per l'utilizzo del dispositivo. Il tempo sul giro viene abbassato di circa venti secondi, con l'abbassamento del numero totali di curve da 23 a 19, della lunghezza del circuito, da 5 063 km a 4 928 km, e dell'aumento del numero dei giri da 61 a 63. La distanza di gara viene stimata in un completamento di un'ora e mezzo, rispetto al limite delle due ore che ha caratterizzato alcune edizioni della corsa. La modifica doveva entrare in vigore già per l'edizione di questo campionato.

### Analisi per il campionato costruttori
La scuderia austriaca Red Bull Racing comanda la classifica riservata ai costruttori con 165 punti di vantaggio sul costruttore italiano Ferrari, secondo in classifica, e 232 punti di margine sul terzo in classifica, il costruttore Mercedes. Con 191 punti rimanenti da assegnare nelle ultime quattro gare del campionato, e 147 punti a disposizione dopo la disputata di questa gara, la scuderia di Milton Keynes può conquistare il quinto mondiale costruttori della propria storia, il primo dal campionato 2013, se ottiene 26 punti o la Ferrari non ne ottiene più di 19 degli austriaci. La Red Bull Racing può terminare anche in terza e quarta posizione con i propri piloti, l'olandese bicampione del mondo Max Verstappen, e il messicano Sergio Pérez, per vincere il titolo. In caso di trionfo, il costruttore austriaco terminerebbe una striscia record di otto titoli conquistati consecutivamente dalla Mercedes tra il 2014, prima stagione della categoria dell'era turbo-ibrida, e il 2021.

### Aspetti tecnici
Per questo Gran Premio la Pirelli, fornitore unico degli pneumatici, offre la scelta tra gomme di mescola C2, C3 e C4, la tipologia di pneumatici che caratterizza la gamma centrale del genere di coperture messe a disposizione dall'azienda italiana, la stessa scelta utilizzata per l'ultima volta nel Gran Premio d'Italia. A partire dall'edizione 2019 del Gran Premio, l'azienda italiana ha sempre nominato la stessa tipologia. È l'ottava volta durante il campionato che il fornitore unico degli pneumatici nomina questa tipologia.
La Federazione conferma le due tradizionali zone del Drag Reduction System in uso dall'edizione 2013 della gara quando l'organo mondiale dell'automobilismo decise di aumentare sul circuito delle Americhe a due i tratti in cui utilizzare il dispositivo mobile, dopo l'unica precedente zona utilizzata nella precedente edizione del 2012, stagione in cui il circuito debuttò nel calendario del campionato mondiale di Formula 1. I piloti possono attivare il dispositivo mobile sul rettilineo tra le curve 11 e 12, con punto per la determinazione del distacco fra piloti stabilito dopo la curva 10. La seconda zona, il nuovo tratto aggiunto introdotto in seguito, è fissata sul rettilineo dei box, con detection point posto dopo la curva 18.
Rispetto all'ultima edizione del 2019, alla curva 2 e alla curva 10 viene posto del cemento armanto, e vengono installate armature in acciaio per evitare che il tracciato si deteriori ricorrentemente. Il circuito è stato riasfaltato dalla curva 2 alla curva 10, così come dalla curva 12 alla curva 15. La via di fuga esterna sul lato sinistro alla curva 6 e alla curva 20 è stata modificata per consentire l'aggiunta di nuove tribune. Tutti i cordoli rialzati attorno al circuito sono stati rimossi. Rallentatori sonori vengono installati all'uscita della curva 6 e sul lato destro all'uscita della curva 9. I dossi arancioni dietro i cordoli sono stati rimossi alla curva 1, alla curva 11, alla curva 12, alla curva 15 e alla curva 20. Il pannello luminoso numero 6, posto all'esterno alla sinistra della curva 6, viene spostato poco più avanti, così come il pannello luminoso numero 7, posto all'esterno alla destra prima della curva 7.
La Federazione rende noto che al termine della gara del precedente Gran Premio del Giappone, tra le dieci squadre è stata sorteggiata quella britannica dell'Aston Martin per le verifiche tecniche. Le ispezioni hanno riguardato il sistema pit stop, ovvero pistole a ruota, jack anteriori e posteriori, sistema del pneumatico, semaforo, hardware di controllo e software, e sensori e telai. Tutti i componenti ispezionati sono risultati essere conformi al regolamento tecnico. Nella giornata del giovedì, la Williams utilizza uno dei sei coprifuochi concessi durante la stagione per effettuare le operazioni sulle proprie vetture. La scuderia britannica non riceve sanzioni.
Prima dell'inizio della prima sessione di prove libere del venerdì, sulla vettura di George Russell e Alexander Albon viene installata la quarta scatola del cambio e la quarta trasmissione. Entrambi i piloti non sono penalizzati sulla griglia di partenza in quanto i nuovi componenti installati rientrano tra quelli utilizzabili nel numero massimo stabilito dal regolamento tecnico. Sulla vettura di Max Verstappen viene installata la settima unità relativa all'impianto di scarico. Il pilota olandese della Red Bull Racing non è penalizzato sulla griglia di partenza in quanto il nuovo componente installato rientra tra quelli utilizzabili nel numero massimo stabilito dal regolamento tecnico. Sulla vettura di Sergio Pérez viene installata la quinta unità relativa al motore a combustione interna e la settima unità relativa all'impianto di scarico. Il pilota messicano della Red Bull Racing è penalizzato di cinque posizioni sulla griglia di partenza in quanto il primo nuovo componente installato supera quelli utilizzabili nel numero massimo stabilito dal regolamento tecnico. Sulla vettura di Zhou Guanyu viene installata la quinta unità relativa al motore a combustione interna. Il pilota cinese dell'Alfa Romeo è penalizzato di cinque posizioni sulla griglia di partenza in quanto il nuovo componente installato supera quelli utilizzabili nel numero massimo stabilito dal regolamento tecnico.

### Aspetti sportivi
Il Gran Premio rappresenta il diciannovesimo appuntamento stagionale a distanza di due settimane dalla disputa del Gran Premio del Giappone, diciottesima gara del campionato. Dopo la disputa di due gare consecutive nel continente asiatico con la tenuta dei Gran Premi di Singapore e Giappone, entrambi tornati a far parte del calendario del campionato mondiale di Formula 1 per la prima volta dalla stagione 2019 a causa delle problematiche dettate dalla pandemia di COVID-19, il mondiale si sposta per la terza volta in stagione oltreoceano, dopo la disputa della prima edizione del Gran Premio di Miami, corso a maggio, e della tenuta del Gran Premio del Canada, anch'esso tornato a essere presente in calendario dal 2019 dopo la cancellazione delle ultime due edizioni a causa dell'emergenza sanitaria. È la terza prova a disputarsi nel mese di ottobre, l'ottava della seconda parte di stagione, e la sesta gara dopo la pausa estiva obbligatoria della durata di tre settimane, nonché la quartultima del campionato composto dal numero record di 22 appuntamenti, come nella precedente stagione, oltre a essere il secondo di tre appuntamenti da corrersi in America del Nord, dopo il Gran Premio del Canada e prima del successivo Gran Premio di Città del Messico. La categoria disputa una corsa su una pista permanente per il secondo Gran Premio consecutivo. Il contratto per la disputa del Gran Premio degli Stati Uniti d'America nel calendario del campionato mondiale di Formula 1, sempre sul circuito delle Americhe, ha una valenza fino al termine della stagione 2026. Sponsor del Gran Premio è, come avvenuto nell'edizione precedente del 2021, la compagnia nazionale saudita di idrocarburi Aramco.  A questa edizione assistono 440 000 spettatori nel corso del weekend di gara, il quale rappresenta il record assoluto per il Gran Premio. Il precedente primato apparteneva all'edizione precedente del 2021, caratterizzata da una presenza di 400 000 spettatori nel fine settimana.
Presente nel calendario del campionato mondiale di Formula 1 fin dalla stagione 1959 e valido quale prova della categoria dallo stesso anno, il Gran Premio degli Stati Uniti d'America vede la disputa della sua cinquantunesima edizione, la quarantatreesima valida per il mondiale. Il circuito delle Americhe, sede della gara a partire dall'edizione del 2012, quando il Gran Premio tornò a far parte del calendario del campionato mondiale di Formula 1 per la prima volta dall'edizione del 2007 corsa sul circuito di Indianapolis, è il tracciato collocato al secondo posto per il maggior numero di edizioni disputate della corsa, con nove edizioni. Il Gran Premio è stato corso in ben altre sette diverse località: il circuito di Riverside, quello di Sebring e quello di Dallas hanno ospitato un'edizione a testa, rispettivamente quella inaugurale del 1959, quella del 1960 e quella del 1984. Il circuito di Phoenix è stato sede di tre edizioni della corsa, tra il 1989 e il 1991, seguito da quattro edizioni del circuito di Detroit, tra il 1985 e il 1988, e otto del circuito di Indianapolis, tra il 2000 e 2007. La località con il maggior numero di edizioni, 15, tra il 1961 e il 1975, è quella di Watkins Glen. Il Gran Premio degli Stati Uniti d'America non è stato disputato tra il 1976 e il 1983, in quanto si tennero quello d'Est e quello d'Ovest rispettivamente sul circuito di Long Beach e su quello di Watkins Glen, tra il 1992 e 1999, in cui circolarono voci di una gara per le strade del distretto di Manhattan di New York per il 1992 e di una gara per le strade della Las Vegas Strip per il 1995, ma queste non furono materializzate, con la Formula 1 che non si sarebbe tenuta negli Stati Uniti d'America per i prossimi nove anni, e tra il 2008 e 2011, in quanto nel 2007 fu annunciato che la gara statunitense sarebbe stata l'ultima che si sarebbe tenuta a Indianapolis, poiché entrambe le parti non riuscirono a concordare i termini dell'evento, prima di tornare nella nuova sede che sorge nella Contea di Travis, vicino a Austin, in Texas, nel 2012. In un primo momento, si era pensato che la gara sarebbe tornata a Indianapolis per il 2009 sulla configurazione della pista utilizzata per la gara del 2008 del Motomondiale. Gli organizzatori annunciarono che il Gran Premio non sarebbe tornato a Indianapolis a meno che non avesse avuto un sostegno finanziario. A causa delle costose tasse pagate per ospitare l'evento, la gara avrebbe richiesto uno sponsor principale per essere economicamente sostenibile. In linea definitiva, il Gran Premio degli Stati Uniti d'America non fu compreso nel calendario mondiale per il 2009.
Dopo la tenuta della prima edizione del Gran Premio di Miami corsa a inizio maggio, gli Stati Uniti d'America ospitano, per la prima volta dalla stagione 1984, quando ebbero luogo il Gran Premio degli Stati Uniti d'America-Est sul circuito di Detroit e quello omonimo sul circuito di Dallas, almeno due Gran Premi nel proprio territorio. Essi, insieme all'Italia, grazie alla disputa del Gran Premio dell'Emilia-Romagna a fine aprile, e di quello omonimo corso a inizio settembre, sono le due nazioni ad ospitare due Gran Premi sul proprio territorio in questo campionato. Gli Stati Uniti d'America sono al quarto posto complessivo nella storia del mondiale di Formula 1 per maggior numero di Gran Premi disputati sul proprio territorio, con 72 appuntamenti, attraverso quattro denominazioni, inclusa la 500 Miglia di Indianapolis, prova valida della categoria tra il 1950, stagione inaugurale del mondiale, e il 1960. Il campionato mondiale costruttori, il quale potrebbe essere assegnato in questo appuntamento, è stato deciso nel Gran Premio degli Stati Uniti d'America per sei volte. Nelle edizioni del 1966, 1970, 1973 e 1974, tutte corse a Watkins Glen, i titoli furono appannaggio, rispettivamente, della scuderia britannica Brabham, dell'inglese Lotus, per due volte, e della connazionale McLaren. Sull'attuale sede del circuito delle Americhe il titolo costruttori è stato assegnato nelle edizioni 2012 e 2017, dove a trionfare, rispettivamente, furono l'austriaca Red Bull Racing e la tedesca Mercedes. Sul suolo statunitense il titolo è stato deciso anche nel Gran Premio degli Stati Uniti d'America-Est 1976, sempre corso a Watkins Glen, dove a vincere fu l'italiana Ferrari, e nel Gran Premio di Las Vegas 1982, disputato sul circuito del Caesars Palace, con trionfante sempre la Ferrari.
Alla vigilia del Gran Premio d'Olanda, la Pirelli, fornitore unico degli pneumatici, annuncia che nel precedente Gran Premio del Giappone e in questa gara, la seconda sessione di prove libere del venerdì viene allungata di 30 minuti rispetto al programma predefinito di un'ora, per permettere ai team di provare le gomme prototipali del fornitore unico degli pneumatici per la successiva stagione. L'obiettivo è avere dati, riscontri e pareri da parte dei costruttori per capire quali gomme saranno poi presentate e utilizzate nel 2023. Visto la disputa della seconda sessione di prove libere del venerdì con condizioni meteorologiche avverse, il test della Pirelli viene annullato nella gara giapponese, venendo riprogrammato nella stessa sessione del successivo Gran Premio di Città del Messico in programma il 30 ottobre. La sessione, comunque, viene tenuta sulla duranta di 90 minuti nella precedente gara in Giappone. I piloti compiono 26 giri con le gomme prototipo, iniziando dalle simulazioni di qualifica per poi passare a dei long run. L'obiettivo è deliberare le gomme anteriori 2023 che la Pirelli ha modificato per ridurre il sottosterzo. Le mescole che vengono usate sono C2, C3 e C4.
Prima del Gran Premio di Singapore, la Federazione, nella giornata del venerdì, rilascia una nota in cui afferma di ultimare la valutazione dei dati finanziari del campionato precedente presentati da tutti i team di Formula 1. Le presunte violazioni del regolamento finanziario, se presenti, sono trattate secondo il processo formale stabilito dal regolamento. Secondo le ultime indiscrezioni, la scuderia austriaca Red Bull Racing e quella britannica Aston Martin non avrebbero rispettato il budget cap posto a 145 milioni di dollari nel 2021. L'infrazione da parte della scuderia di Milton Keynes non è grave e dunque sarebbe inferiore al 5% del budget cap a disposizione della scorsa stagione. Le possibili sanzioni, dunque, non vanno oltre a una multa o a una decurtazione dei fondi a disposizione per la prossima stagione. La Federazione rilascia un comunicato in cui prende atto delle speculazioni e delle congetture prive di fondamento emerse in relazione alla questione e ribadisce che la valutazione è in corso e che viene seguito il giusto processo senza tenere conto di alcuna discussione esterna. Prima della disputa del precedente Gran Premio del Giappone era atteso un report dettagliato da parte dell'organo mondiale dell'automobilismo su eventuali sanzioni da adottare. Nella giornata del mercoledì prima della gara giapponese, precedentemente programmata come quella in cui doveva essere pubblicato un report dettagliato sulle spese delle squadre, la Federazione comunica il rinvio al giorno successivo alla disputa della gara il rilascio dei certificati sul bilancio 2021 dei team su eventuali sanzioni legate al budget cap. La Federazione ribadisce per la seconda volta che non c'è nulla di vero di quanto trapelato sino ad ora attraverso i media, con ogni insinuazione riguardante la diffusione di informazioni riservate da parte del personale della Federazione che è ugualmente priva di fondamento. Per la Federazione è il terzo rinvio riguardo alle comunicazioni sul budget cap. Le squadre erano state informate inizialmente per il 30 settembre, per poi la comunicazione essere spostata al 3 ottobre, successivamente al 5 ottobre e nuovamente al 10 ottobre. Dopo la gara giapponese, l'organo mondiale dell'automobilismo comunicato che la Red Bull Racing supera il tetto di spesa per una cifra inferiore al 5%, mentre per l'Aston Martin si tratta di una violazione procedurale. Considerando il limite del budget cap 2021 fissato a 145 milioni di dollari, il tetto del 5% equivale a un massimo di 7,25 milioni di dollari. La violazione accertata della Red Bull Racing è dunque minore di 7,25 milioni di dollari. Secondo la normativa attualmente in vigore, le violazioni procedurali possono comportare sanzioni pecuniarie oppure penalità sportive minori, in caso di circostanze aggravanti, come specificato nel regolamento finanziario. Una violazione di spesa minore può comportare sanzioni finanziarie oppure penalità sportive minori. La scuderia austriaca si dichiara sorpresa e delusa. Il team ha evidenziato come il documento presentato fosse all’interno del limite imposto e che dunque procederà ad una sua attenta revisione, dato che resta convinto che i costi rilevanti fossero entro il tetto di spesa. La squadra ha infine spiegato che considererà le opzioni a sua disposizione, pur rispettando il procedimento regolamentare della Federazione. La scuderia britannica McLaren scrive una lettera di protesta alla Federazione. Secondo il team di Woking, due milioni di dollari rappresentano un miglioramento del 25-50% del budget annuale per lo sviluppo di una vettura e quindi avrebbero un significativo beneficio positivo e duraturo. La scuderia, inoltre, ritiene che debbano essere previste sanzioni sportive per i piccoli sforamenti, pari a una riduzione del 20% del tempo dedicato alla simulazione e alla galleria del vento. Queste dovrebbero essere applicate l’anno successivo, per attenuare l’ingiusto vantaggio di cui il team beneficia. Per evitare che le squadre accumulino e beneficino dell’effetto moltiplicatore di diverse violazioni minori del tetto di spesa, il team inglese suggerisce che una seconda violazione minore del tetto di spesa faccia passare automaticamente la squadra a una violazione maggiore. La Red Bull Racing recalcitra ad accettare l'accordo transattivo con la Federazione per le violazioni minor nel limite di spesa della stagione 2021. L'organo mondiale dell'automobilismo desidera una sanzione economica fatto di una multa, o la decurtazione di una cifra dal monte disponibile nei prossimi due anni, insieme alla riduzione di 500 ore in galleria del vento delle 2 000 concesse per i prossimi due anni. Il giorno della gara, la scuderia austriaca e la Federazione si accordano sulla pena da scontare che è sia finanziaria che sportiva. La scuderia mantiene intatto il budget a disposizione nel 2023 di 135 milioni di dollari, ma ha meno ore da dedicare allo sviluppo in galleria del vento e deve pagare una multa.
Alla vigilia della gara, il consiglio mondiale della Federazione approva i cambiamenti alle vetture del campionato successivo. Nel dettaglio, esso ha apportato una serie di miglioramenti in materia di sicurezza. Sono state aumentate le dimensioni degli specchietti in modo da dare una migliore visibilità ai piloti specialmente per prevenire incidenti dovuti alla presenza dell’avversario nel cosiddetto punto cieco. È stata inoltre migliorata la definizione del circuito frenante e sono stati implementati aggiornamenti alle norme sui roll bar in seguito all’indagine federale dopo l’incidente del pilota cinese dell'Alfa Romeo, Zhou Guanyu nel primo giro del Gran Premio di Gran Bretagna. Infine, nel regolamento sportivo di questo campionato è stata chiarita la procedura per determinare le posizioni in griglia dopo l’applicazione di più penalità, cosa che aveva creato confusione nel Gran Premio d'Italia. A partire da questa gara ai piloti qualificati che hanno ricevuto quindici o meno penalità cumulative in griglia di partenza sarà assegnata una posizione temporanea pari alla loro posizione di qualificazione. Dopo il precedente Gran Premio del Giappone, finito sotto osservazione per la presenza di due trattori in pista per la rimozione della vettura incidentata del pilota spagnolo della Ferrari, Carlos Sainz Jr., insieme ad altre vetture transitate vicino al veicolo di sicurezza, la Federazione avvia un’indagine in cui sono stati identificati problemi procedurali che saranno corretti nel breve e medio termine. I risultati dell’inchiesta vengono resi pubblici successivamente.
Prima di questo appuntamento, la Federazione prende contromisure per evitare che episodi come quelli avvenuti nel precedente Gran Premio del Giappone, condizionato da avverse condizioni meteorologiche, non si ripetano, tra i quali l'eccesso di velocità del pilota francese dell'AlphaTauri, Pierre Gasly, sotto il regime di bandiera rossa dopo aver superato il luogo dell'incidente del pilota spagnolo della Ferrari, Carlos Sainz Jr., la quale vettura veniva recuperata da un veicolo di sicurezza, e delle vetture passate accanto al veicolo di sicurezza che stava recuperando la vettura incidentata del pilota della Ferrari, sempre nello stesso regime. Le misure adottate riguardano: le informazioni comunicate dalla Federazione alle squadre tramite il sistema ufficiale di messaggistica in modo da notificare ai team che un trattore è in pista, con l'obbligo per le squadre di informare entrambi i piloti; lo sviluppo di una finestra di monitoraggio di virtual safety car e safety car per la direzione gara e per il centro operativo remoto di Ginevra, in Svizzera, per visualizzare lo stato di tutte le vetture, che siano in pista, dietro la vettura di sicurezza e ai box; l'aggiornamento delle procedure della direzione gara per definire meglio l’assegnazione dei compiti al team di controllo gara, compresa la delega dei compiti di monitoraggio al centro operativo remoto, come richiesto, nell’ambito di safety car o virtual safety car; in relazione a questa revisione, la delega del monitoraggio delle vetture che entrano nella pit lane in condizioni di safety car e la conseguente lunghezza del treno di vetture dietro la vettura di sicurezza; il direttore di gara, che rimane il tedesco Niels Wittich fino a fine stagione; virtual safety car dinamica e l'implementazione di una nuova funzione che modifichi il delta di velocità richiesto al pilota prima e nei settori in cui si verifica un incidente, in modo da aiutare quest'ultimi a sapere dove sono stati dichiarati gli incidenti; la revisione dei precedenti di penalità per i piloti che non rispettano le regole relative alle condizioni di bandiera gialla, doppia bandiera gialla, virtual safety car e safety car; la valutazione dell’attuale applicazione dei cartelloni pubblicitari, della loro costruzione, della loro ubicazione e dei materiali utilizzati per evitare il rischio che vengano strappati e portati in pista; l’assegnazione di punteggi pieni, con la Federazione che ha confermato come le regole siano state applicate alla lettera, ma nella prossima revisione del regolamento sportivo fa ulteriore chiarezza. Riguardo agli incidenti di Suzuka, sono stati accusati gli pneumatici da bagnato estremo della Pirelli, secondo alcuni piloti poco prestazionali. Il dipartimento tecnico della Federazione avvia colloqui con la casa milanese per venire a capo del problema.
Il pilota britannico della Mercedes, Lewis Hamilton, disputa il suo trecentosettesimo Gran Premio, al quarto posto generale per numero di Gran Premi disputati nella storia della categoria, dietro allo spagnolo dell'Alpine Fernando Alonso con 352, al finlandese Kimi Räikkönen con 349 e al brasiliano Rubens Barrichello con 322. Il pilota cinese dell'Alfa Romeo, Zhou Guanyu, corre per la prima volta in carriera sul circuito delle Americhe. La W Series, categoria di contorno alla Formula 1, viene dichiarata conclusa con due appuntamenti ancora rimanenti, che si sarebbero dovuti svolgere oltreoceano, a Austin e Città del Messico, tappe della Formula 1. Il titolo viene ottenuto dalla britannica Jamie Chadwick, al terzo trionfo su tre stagioni totali da quando la categoria è stata fondata nel 2019, con l'edizione 2020 cancellata a causa delle problematiche dettate dalla pandemia di COVID-19. Essa, comunque, desta preoccupazione per la tenuta del campionato nel 2023. Il pilota di Formula 2 per il team francese ART Grand Prix, e di riserva del costruttore svizzero Alfa Romeo, Théo Pourchaire, viene confermato in questo ruolo anche per il campionato successivo. L'ex pilota di Formula 1, lo spagnolo Pedro de la Rosa, diviene nuovo ambasciatore e talent scout del costruttore britannico Aston Martin. L'ultima curva del circuito delle Americhe, sede di questo appuntamento, viene omaggiata all'ex pilota automobilistico italiano naturalizzato statunitense Mario Andretti. Il pilota spagnolo della Ferrari, Carlos Sainz Jr., viene insignito di un importante riconoscimento assegnato dalla Comunità Autonoma di Madrid. Egli vince il Premio Siete Estrellas del Deporte come miglior sportivo maschile. La scuderia britannica Williams, alla vigilia della gara, svela una livrea pubblicitaria in cui vengono omaggiati gli Stati Uniti d'America. Le fiancate della vettura sono popolate da stelle e strisce, mentre i colori riprendono la bandiera statunitense. La squadra inglese annuncia che in caso di ottenimento della superlicenza, il pilota locale di Formula 2 per il team britannico Carlin Motorsport, Logan Sargeant, e di riserva della scuderia, sarebbe ufficializzato per la prossima stagione al posto del pilota canadese Nicholas Latifi. Sargeant diventerebbe il primo statunitense a correre nella categoria da Alexander Rossi nel 2015 alla guida dell'ex team inglese Marussia. La scuderia locale Haas stabilisce un accordo MoneyGram, società statunitense di trasferimento di denaro, il quale fungerà da tile sponsor nella prossima stagione. La scuderia sarà denominata MoneyGram Haas F1 Team. Per l'occasione, la scuderia rende omaggio al Paese, con tute a stelle e strisce per i piloti. Le stelle saranno presenti anche sulle fiancate e sul roll bar delle vetture. La scuderia britannica McLaren, invece, fissa un accordo con Seamless Digital, azienda inglese specializzata nel campo della pubblicità digitale. Essa consente al team inglese di dotarsi di una tecnologia in grado di cambiare in modo dinamico i marchi degli sponsor sui due display laterali installati sulle monoposto. Il circuito delle Americhe, sede della gara, rende omaggio al pilota tedesco dell'Aston Martin, Sebastian Vettel, alla sua ultima apparizione, in cui a Austin vengono piantati 296 alberi, uno per ogni gara che ha disputato fino ad oggi in Formula 1. Nella giornata del sabato, viene resa nota la scomparsa di Dietrich Mateschitz, imprenditore austriaco e cofondatore della nota casa produttrice della bevanda energetica Red Bull.
Quattro nuovi giovani piloti prendono parte alla prima sessione di prove libere del venerdì, debuttando in un weekend di gara di un Gran Premio di Formula 1. Il pilota locale di Formula 2 per il team britannico Carlin Motorsport, Logan Sargeant, e di riserva della scuderia britannica Williams, prende il posto del canadese Nicholas Latifi, utilizzando il numero 45. Sargeant diviene il primo statunitense a partecipare in una sessione nella categoria da Alexander Rossi nel 2015 alla guida dell'ex team inglese Marussia. Il pilota di riserva della Ferrari, Robert Švarcman, campione del mondo 2019 di Formula 3, sostituisce il monegasco Charles Leclerc, utilizzando il numero 39. Švarcman è un pilota russo, ma è costretto a correre da atleta neutrale potendo utilizzare la bandiera della Federazione a causa del divieto degli emblemi nazionali russi a seguito dell'invasione russa dell'Ucraina. Successivamente decide di utilizzare la licenza israeliana in virtù della doppia cittadinanza. Un altro pilota di Formula 2, ma per il team francese ART Grand Prix, e di riserva del costruttore svizzero Alfa Romeo, Théo Pourchaire, sostituisce il finlandese Valtteri Bottas, con il numero 98. Infine, il pilota spagnolo di riserva della McLaren, Álex Palou, campione 2019 dell'IndyCar Series, corre al posto dell'australiano Daniel Ricciardo alla scuderia britannica McLaren, con il numero 28. Questi piloti vengono schierati secondo l'obbligo previsto nel regolamento sportivo valido da questa stagione. L'italiano pilota di riserva della scuderia locale Haas, Antonio Giovinazzi, sostituisce il danese Kevin Magnussen, con il numero 99. Per Giovinazzi è il secondo schieramento in una sessione di prove libere dopo aver preso il posto del tedesco Mick Schumacher nella stessa sessione del Gran Premio d'Italia, sempre con lo stesso numero. Il numero dei piloti partecipanti alla sessione non è appannaggio di quelli titolari, segnando un nuovo record.
Per questo Gran Premio, la FIA designa il tedesco Niels Wittich quale direttore di gara. L'ex pilota di Formula 1 Enrique Bernoldi è nominato commissario aggiunto. Il brasiliano ha svolto in passato, in diverse occasioni, tale funzione, l'ultima al Gran Premio del Belgio. È la casa automobilistica inglese Aston Martin a fornire la safety car e la medical car. Prima di questa gara, comunque, la Federazione abbandona l'idea di ruotare i direttori di gara, definendo Wittich come unico direttore di gara per le ultime quattro prove del campionato. La rotazione non è stata accolta con recensioni favorevoli da parte dei piloti, oltre a essere in risposta alle critiche alla prestazione del portoghese Eduardo Freitas come direttore di gara nel precedente Gran Premio del Giappone.

## Prove

### Resoconto
Lo spagnolo Carlos Sainz Jr. conquista la miglior prestazione, nella prima sessione di prove libere del venerdì. Il pilota della Ferrari precede di due decimi Max Verstappen. Sainz Jr. aveva anche dovuto interrompere i suoi allenamenti, dopo che si era verificato il distacco di una componente in carbonio, posizionata nella parte anteriore della vettura. La Mercedes ha dovuto rinunciare alla nuova ala anteriore, considerata illegale dalla Federazione; questo non impedisce a Lewis Hamilton di piazzarsi terzo, mentre George Russell è settimo, scontando dei problemi col fondo della monoposto, che striscia contro l'asfalto. Al quarto posto si è classificato Lance Stroll, davanti a Sergio Pérez. La sessione è stata interrotta, nella fase iniziale, con bandiera rossa, per l'uscita di pista di Antonio Giovinazzi, della Haas. Il pilota italiano ha perduto il controllo della monoposto nel primo settore, finendo contro le barriere, e rovinando l'anteriore e la frizione. Tra i piloti sostitutivi impiegati nella sessione, che sono terminati alle spalle di tutti i titolari, il migliore è stato il ferrarista Robert Švarcman, che ha visto rovinato il suo tentativo migliore dal traffico in pista.
La seconda sessione è stata dedicata allo sviluppo degli pneumatici, per la stagione 2023. Il piano di test prevede che ogni team effettui 26 giri. I giri vengono ripartiti in run di cinque tornate, con serbatoi scarichi, e altri due run di otto giri, a serbatoi pieni. La Pirelli ha già stabilito quale sarà la costruzioni delle gomme anteriori, mentre rimangono da definire le mescole. Le scuderia non hanno avuto indicazione su che tipo di tipologia stessero utilizzando. I cinque piloti che hanno saltato il primo turno per fare girare i rookie, ovvero Charles Leclerc, Valtteri Bottas, Daniel Ricciardo, Kevin Magnussen e Nicholas Latifi, oltre ad Antonio Giovinazzi, hanno avuto a disposizione i primi 35 minuti del turno, per dedicarsi alla messa a punto della monoposto, per la gara. Sia Magnussen che Latifi hanno preferito non utilizzare questa opportunità, e si sono concentrati sullo sviluppo delle gomme per la stagione 2023. Ciò spiega come mai nella lista dei tempi, la miglior prestazione sia di Leclerc, su gomme medie, davanti a Bottas e Ricciardo. Il tempo del monegasco è comunque migliore di quello segnato da Sainz Jr., nella prima sessione. Lo spagnolo è stato, tra l'altro, il più rapido nella fase dedicata alle gomme da sviluppare.
Durante le prime due sessioni di prove libere del venerdì, Pierre Gasly utilizza l'assemblaggio di una trasmissione al di fuori dell'allocazione prevista secondo il regolamento tecnico. Il pilota francese dell'AlphaTauri non è penalizzato sulla griglia di partenza in quanto tale operazione rientra tra quelle effettuabili nel numero massimo consentito dal regolamento tecnico.
Nella notte tra il venerdì e il sabato, la Mercedes e l'AlphaTauri utilizzano uno dei due coprifuochi concessi durante la stagione per effettuare le operazioni sulle proprie vetture. Le due squadre non ricevono sanzioni.
Prima dell'inizio della terza sessione di prove libere del sabato, sulla vettura di Charles Leclerc viene installata la sesta unità relativa al motore a combustione interna e al turbocompressore. Il pilota monegasco della Ferrari è penalizzato di dieci posizioni sulla griglia di partenza in quanto i nuovi componenti installati superano quelli utilizzabili nel numero massimo stabilito dal regolamento tecnico. Sulla vettura di Fernando Alonso viene installata la sesta unità relativa al motore a combustione interna. Il pilota spagnolo dell'Alpine è penalizzato di cinque posizioni sulla griglia di partenza in quanto il nuovo componente installato supera quelli utilizzabili nel numero massimo stabilito dal regolamento tecnico.
Verstappen è l'unico pilota, nella sessione del sabato, a scendere al di sotto del minuto e 36 sul giro. L'olandese, che necessita di due giri per scaldare le gomme, è stato favorito anche dalla scia di una Alpine. Verstappen ha preceduto di tre decimi Leclerc e di quattro Sainz Jr. I due ferraristi hanno differenziato il lavoro, in ottica gara, con il monegasco che prova le gomme soft e lo spagnolo che si interessa alle gomme di mescola media. Al quarto posto si piazza l'altro pilota della Red Bull Racing, Pérez, che precede Lewis Hamilton. Ricciardo ha accusato dei problemi ai freni, Mick Schumacher ha potuto effettuare solo una parte della sessione per un guasto meccanico, mentre Zhou Guanyu è ultimo nella lista dei tempi, avendo chiuso solo tre giri. Le monoposto sono state penalizzate, nella sessione, dal vento che spira sul tracciato.
L'Aston Martin è stata multata di 100 euro da parte della Federazione in quanto Lance Stroll ha superato il limite di velocità stabilito nella corsia dei box.

### Risultati
Nella prima sessione del venerdì si è avuta questa situazione:
| Pos | Nº | Pilota           | Costruttore          | Tempo    | Gap    | Giri |
| --- | -- | ---------------- | -------------------- | -------- | ------ | ---- |
| 1   | 55 | Carlos Sainz Jr. | Ferrari              | 1'36"857 |        | 19   |
| 2   | 1  | Max Verstappen   | Red Bull Racing-RBPT | 1'37"081 | +0"224 | 15   |
| 3   | 44 | Lewis Hamilton   | Mercedes             | 1'37"332 | +0"475 | 20   |

Nella seconda sessione del venerdì si è avuta questa situazione:
| Pos | Nº | Pilota           | Costruttore        | Tempo    | Gap    | Giri |
| --- | -- | ---------------- | ------------------ | -------- | ------ | ---- |
| 1   | 16 | Charles Leclerc  | Ferrari            | 1'36"810 |        | 37   |
| 2   | 77 | Valtteri Bottas  | Alfa Romeo-Ferrari | 1'37"525 | +0"715 | 37   |
| 3   | 3  | Daniel Ricciardo | McLaren-Mercedes   | 1'37"627 | +0"817 | 40   |

Nella sessione del sabato mattina si è avuta questa situazione:
| Pos | Nº | Pilota           | Costruttore          | Tempo    | Gap    | Giri |
| --- | -- | ---------------- | -------------------- | -------- | ------ | ---- |
| 1   | 1  | Max Verstappen   | Red Bull Racing-RBPT | 1'35"825 |        | 22   |
| 2   | 16 | Charles Leclerc  | Ferrari              | 1'36"145 | +0"320 | 18   |
| 3   | 55 | Carlos Sainz Jr. | Ferrari              | 1'36"271 | +0"446 | 24   |

## Qualifiche

### Resoconto
Mick Schumacher è il primo pilota a far segnare un tempo valido per la griglia. Il tempo del tedesco è battuto da Max Verstappen, che chiude il giro in 1'35"864. Pérez si porta a tre decimi dal tempo del compagno di scuderia, mentre Leclerc fa meglio dell'olandese (1'35"795). Hamilton riesce a intercalarsi tra le due Red Bull Racing, mentre George Russell è quinto. Fernando Alonso sale sesto, davanti a Valtteri Bottas e Lance Stroll. In seguito Sainz Jr. scala in prima posizione, con 1'35"297. Alexander Albon è leggermente disturbato, nel suo giro, da Hamilton, mentre Zhou Guanyu vede il suo tempo annullato, per non aver rispettato i limiti della pista, in curva 12. A tre minuti dal termine della sessione tutti i piloti, a eccezione delle coppie di Ferrari e Red Bull Racing, rientrano in pista, per cercare la qualificazione alla fase seguente. Yuki Tsunoda rimonta tra i migliori dieci, Daniel Ricciardo è tredicesimo. I miglioramenti di Norris e Magnussen respingono l'australiano in zona pericolosa. Migliorano anche Zhou e Albon, come invece non fanno né Esteban Ocon né Schumacher, autore di un testacoda, alla prima curva. Non accedono in Q2 le due Haas, Ricciardo, Ocon e Latifi.
Con 1'37"124 Albon è il primo pilota a entrare nella lista dei tempi. Alle sue spalle si piazzano Vettel e Tsunoda, prima che Bottas vada al comando (1'36"748), mentre Zhou s'intercala fra il finlandese e Albon. Russell batte il pilota dell'Alfa Romeo, a sua volta battuto da Verstappen (1'35"294). Poco dopo Charles Leclerc lima il tempo del campione del mondo (1'35"246); l'altro ferrarista, Sainz Jr., si piazza terzo. Hamilton è sesto, preceduto anche da Pérez. Sebastian Vettel vede annullato il suo tempo, mentre Gasly non può chiudere il suo tentativo, per un problema ai freni. Tsunoda sale nono, prima che il suo tempo vanga annullato per aver oltrepassato i limiti della pista. Gasly, risolti i problemi, è decimo. Vettel risale nono, peggio, però, del suo compagno di scuderia, Stroll, che è settimo. Norris e Bottas sono capaci di rientrare nei primi dieci, Alonso si migliora, così come Zhou che è nono. Anche in questo caso non è considerato valido il giro del cinese, andato oltre i limiti del tracciato, che così non può rientrare tra i dieci piloti che si giocheranno la pole position. Oltre a Zhou vengono eliminati Albon, Vettel, Gasly e Tsunoda.
In Q3 Bottas chiude per primo il giro (1'36"747), battuto da Norris (1'36"566), e poi da Alonso (1'36"167). Verstappen, con gomme usate, è primo (1'35"044). Leclerc è capace di migliorare il tempo dell'olandese (1'34"626). Pérez sale terzo, prima che Sainz Jr. salga in seconda posizione. Poco dopo Hamilton s'intercala fra le due Ferrari. Russell si piazza sesto, davanti ad Alonso, ma Stroll è capace di fare meglio dello spagnolo, nel suo unico giro veloce della sessione. Verstappen, per il suo secondo tentativo, opta per due giri di riscaldamento. Pérez è secondo, a 0"021 da Leclerc. Quest'ultimo riesca a migliorare: 1'34"421. Chi fa meglio è Sainz Jr. (1’34"356). Risale secondo Verstappen.
Carlos Sainz Jr. conquista la terza pole position in carriera, tutte appannaggio di questo campionato, dopo le partenze in prima posizione nei Gran Premi di Gran Bretagna, dove poi vinse la prima gara in carriera, e Belgio, dove ereditò la pole position grazie a una penalità di Verstappen. Tra i piloti partecipanti al mondiale, lo spagnolo, alla ricerca dell'arrivo nelle prime cinque posizioni in assoluto sul circuito delle Americhe, ottiene lo stesso numero di pole position di Ricciardo. Per la Ferrari è la dodicesima partenza al palo della stagione, la duecentoquarantaduesima della propria storia, la prima dal Gran Premio di Singapore con Leclerc. La scuderia di Maranello, all'ottava pole position complessiva nel Gran Premio degli Stati Uniti d'America, la prima sul circuito delle Americhe fin dal suo debutto nel calendario del campionato mondiale di Formula 1 nella stagione 2012, e quindi sul cinquantunesimo circuito diverso nella storia del mondiale, eguaglia il numero record di partenze in prima posizione ottenute in un singolo campionato nella stagione 2004 con Michael Schumacher e Rubens Barrichello. Verstappen ottiene il terzo miglior tempo, ma parte secondo grazie alla penalità inflitta a Leclerc. Chi è partito in questa posizione ha sempre condotto il primo giro della gara in quattro delle ultime sei edizioni. Hamilton, con il quinto tempo generale, parte terzo alla luce della penalità di Leclerc, eguagliando la miglior posizione di partenza della stagione nel Gran Premio di Singapore. Con Russell, il sesto più veloce, ma partente in quarta posizione grazie alla penalità del monegasco, è la prima volta in campionato che entrambe le Mercedes si presentano nelle prime quattro posizioni di partenza. Stroll è settimo, ma si ritrova a partire in quinta posizione, sempre grazie alla penalità inflitta a Leclerc. Per l'Aston Martin è la miglior partenza in griglia dalla stessa quinta posizione del compagno di scuderia Vettel nel Gran Premio del Belgio 2021. Stroll ottiene l'accesso alla Q3 per la terza volta in stagione, per la seconda volta in un Gran Premio tenutosi sul suolo americano, dopo quello del Canada. Leclerc, il secondo più rapido, ma dodicesimo per la penalità, non ha mai vinto una gara partendo oltre la prima fila e non è mai salito sul podio al di sotto del settimo posto in griglia. Pérez, il quarto più veloce, ma nono a causa della penalità, ha conquistato tre podi in carriera partendo fuori dai primi otto in griglia, tutti arrivati con l'ex scuderia denominata Sauber nel 2012. Norris, ottavo, ma sesto in griglia grazie alla penalizzazione di Leclerc, è qualificato alla Q3 solo per il giro cancellato a Zhou al termine della Q2, mentre Albon, undicesimo, ma partente ottavo grazie ad altre penalità inflitte ad altri piloti, non accede al Q3 per 0"027. Solo una volta nelle ultime undici gare Vettel, dodicesimo, ma decimo per via di altre penalità, ha raggiunto la fase finale delle qualifiche, nel precedente Gran Premio del Giappone. L'ultimo tempo di Zhou segnato nella Q2 è stato cancellato dalla direzione gara per aver superato i limiti della pista, altrimenti sarebbe stata la prima volta in questa stagione che due vetture dell'Alfa Romeo sarebbero state presenti nelle prime dieci posizioni. Entrambe le Haas sono eliminate in Q1 per la quarta volta in stagione, come nel Gran Premio di Gran Bretagna, dove poi finirono entrambe a punti. Ricciardo è eliminato nella prima fase per la terza volta nelle ultime cinque gare, mentre Ocon, quinto nel precedente Gran Premio giapponese, è eliminato nella stessa fase. Schumacher è eliminato in Q1 solo per la seconda volta nelle ultime sette gare. Latifi è il pilota più lento in qualifica per il terzo Gran Premio consecutivo dopo quelli di Singapore e Giappone. Leclerc si aggiudica automaticamente, quando mancano tre Gran Premi alla conclusione, per la seconda volta in carriera dopo la stagione 2019, il Trofeo Pole FIA, per il maggior numero di pole position conquistate durante il campionato, nove fino a questo appuntamento. Il monegasco diviene il primo pilota non campione del mondo a conquistare il riconoscimento per due volte, oltre ad essere il primo pilota diverso da Hamilton, con cinque trionfi, ad aver vinto almeno due edizioni.
L'AlphaTauri è stata multata di 1 000 euro da parte della Federazione in quanto Yuki Tsunoda ha superato il limite di velocità stabilito nella corsia dei box. Sono stati cancellati cinque tempi dai commissari sportivi ai piloti per non aver rispettato i limiti della pista, durante le qualifiche. Si sono visti cancellare il tempo Zhou Guanyu (due volte, entrambe alla curva 12), una volta Lewis Hamilton (alla curva 19), Sebastian Vettel (alla curva 9) e Yuki Tsunoda (alla curva 9).

### Risultati
Nella sessione di qualifica si è avuta questa situazione:
| Pos                         | Nº | Pilota           | Costruttore                  | Q1       | Q2       | Q3       | Griglia |
| --------------------------- | -- | ---------------- | ---------------------------- | -------- | -------- | -------- | ------- |
| 1                           | 55 | Carlos Sainz Jr. | Ferrari                      | 1'35"297 | 1'35"590 | 1'34"356 | 1       |
| 2                           | 16 | Charles Leclerc  | Ferrari                      | 1'35"795 | 1'35"246 | 1'34"421 | 12      |
| 3                           | 1  | Max Verstappen   | Red Bull Racing-RBPT         | 1'35"864 | 1'35"294 | 1'34"448 | 2       |
| 4                           | 11 | Sergio Pérez     | Red Bull Racing-RBPT         | 1'36"163 | 1'35"864 | 1'34"645 | 9       |
| 5                           | 44 | Lewis Hamilton   | Mercedes                     | 1'36"148 | 1'35"732 | 1'34"947 | 3       |
| 6                           | 63 | George Russell   | Mercedes                     | 1'36"195 | 1'35"692 | 1'34"988 | 4       |
| 7                           | 18 | Lance Stroll     | Aston Martin Aramco-Mercedes | 1'36"860 | 1'36"032 | 1'35"598 | 5       |
| 8                           | 4  | Lando Norris     | McLaren-Mercedes             | 1'36"465 | 1'36"341 | 1'35"690 | 6       |
| 9                           | 14 | Fernando Alonso  | Alpine-Renault               | 1'36"446 | 1'35"988 | 1'35"876 | 14      |
| 10                          | 77 | Valtteri Bottas  | Alfa Romeo-Ferrari           | 1'36"746 | 1'36"321 | 1'36"319 | 7       |
| 11                          | 23 | Alexander Albon  | Williams-Mercedes            | 1'36"392 | 1'36"368 | N.D.     | 8       |
| 12                          | 5  | Sebastian Vettel | Aston Martin Aramco-Mercedes | 1'36"695 | 1'36"398 | N.D.     | 10      |
| 13                          | 10 | Pierre Gasly     | AlphaTauri-RBPT              | 1'36"577 | 1'36"740 | N.D.     | 11      |
| 14                          | 24 | Zhou Guanyu      | Alfa Romeo-Ferrari           | 1'36"656 | 1'36"970 | N.D.     | 18      |
| 15                          | 22 | Yuki Tsunoda     | AlphaTauri-RBPT              | 1'36"808 | 1'37"147 | N.D.     | 19      |
| 16                          | 20 | Kevin Magnussen  | Haas-Ferrari                 | 1'36"949 | N.D.     | N.D.     | 13      |
| 17                          | 3  | Daniel Ricciardo | McLaren-Mercedes             | 1'37"046 | N.D.     | N.D.     | 15      |
| 18                          | 31 | Esteban Ocon     | Alpine-Renault               | 1'37"068 | N.D.     | N.D.     | PL      |
| 19                          | 47 | Mick Schumacher  | Haas-Ferrari                 | 1'37"111 | N.D.     | N.D.     | 16      |
| 20                          | 6  | Nicholas Latifi  | Williams-Mercedes            | 1'37"244 | N.D.     | N.D.     | 17      |
| Tempo limite 107%: 1'41"968 |    |                  |                              |          |          |          |         |

In grassetto sono indicate le migliori prestazioni in Q1, Q2 e Q3.

## Gara

### Resoconto
Prima della gara, viene osservato un minuto di silenzio per la scomparsa di Dietrich Mateschitz, imprenditore austriaco e cofondatore della nota casa produttrice della bevanda energetica Red Bull.
Sulla vettura di Yuki Tsunoda viene installata la quarta scatola del cambio e la quinta trasmissione. Il pilota giapponese dell'AlphaTauri è penalizzato di cinque posizioni sulla griglia di partenza in quanto il secondo nuovo componente installato supera quella utilizzabili nel numero massimo stabilito dal regolamento tecnico. Sulla vettura di Esteban Ocon viene installata la sesta unità relativa al motore a combustione interna, la quarta unità relativa al sistema di recupero dell'energia e all'unità di controllo elettronico, e la settima unità relativa all'impianto di scarico. Il pilota francese dell'Alpine è costretto a partire dal fondo dello schieramento in quanto i primi tre nuovi componenti installati superano quelli utilizzabili nel numero massimo stabilito dal regolamento tecnico. I nuovi componenti della power unit sono stati sostituiti mentre la vettura era sotto il regime di parco chiuso senza l'autorizzazione del delegato tecnico della Federazione. Ocon è costretto a partire dalla pit lane.
Carlos Sainz Jr. viene passato, già al via, da Max Verstappen. La gara dello spagnolo è poi subito interrotta da un contatto subìto da George Russell, alla prima curva, che danneggia la sua monoposto, tanto da costringerlo all'abbandono. Il pilota britannico è penalizzato di cinque secondi per l'incidente. Alle spalle di Verstappen ci sono Lewis Hamilton, Lance Stroll, Russell, Sebastian Vettel, Lando Norris e Sergio Pérez. Tra il secondo e il quarto giro Pérez passa i due piloti che lo precedono. Norris, un giro dopo, cede la posizione anche a Pierre Gasly, mentre Russell ha la meglio su Stroll, per il terzo posto. Dalle retrovie recupera Charles Leclerc. L'unico ferrarista ancora in gara è già nono al secondo giro, e al quinto ha la meglio su Norris e Gasly. Un giro dopo Pérez prende la quarta piazza a Stroll.
Dopo dieci giri Verstappen, che si lamenta per la scarsa guidabilità della sua vettura a causa del vento, ha un margine di 3"2 su Hamilton, e di nove secondi su Russell, che si trova in scia Pérez. Al dodicesimo giro Leclerc recupera ancora una posizione, superando Vettel. Il giro successivo Hamilton si ferma ai box, per montare gomme a mescola dura. La stessa scelta è fatta, poco dopo, sia da Verstappen che da Russell, che al pit stop sconta la penalizzazione inflittagli per l'incidente del primo giro. Al quindicesimo giro si fermano anche Pérez e Norris, mentre Leclerc passa Stroll. Grazie ai vari cambi gomme il monegasco è ora secondo, alle spalle di Verstappen, ma davanti a Hamilton, che ha ripassato Vettel, che non ha ancora effettuato la sua prima sosta.  Tre giri dopo Valtteri Bottas finisce con la sua Alfa Romeo nella ghiaia della curva 19. La direzione di gara impone la safety car. Ne approfittano i piloti che non hanno ancora cambiato gli pneumatici, tra cui Leclerc. Il ferrarista rientra in pista quarto, preceduto, in uscita dai box, per pochi metri, dall'accorrente Pérez.
Alla ripresa della valenza agonistica della gara, sul lungo rettilineo tra le curve 11 e 12, Fernando Alonso, al momento del sorpasso su Stroll, colpisce il retro della vettura del canadese. Lo spagnolo perde il controllo della sua Alpine, che tende anche a sollevarsi, mentre la vettura di Stroll termina contro le barriere. La direzione di gara è costretta immediatamente a inviare in pista la vettura di sicurezza. I piloti sono incolumi, tanto che Alonso, pur con la sua monoposto danneggiata. dopo un passaggio ai box, potrà proseguire il Gran Premio. Al ventiseiesimo giro la gara riprende. Verstappen conduce con 1"8 su Hamilton, tre su Pérez, 3"8 su Leclerc, 5"3 su Russell. Seguono Vettel, Gasly e Tsunoda. Leclerc mette pressione a Pérez, prima tenta il sorpasso alla curva 12, ma va lungo, e cede nuovamente la posizione al messicano. Il giro seguente la manovra riesce, e Leclerc sale terzo.
Al trentacinquesimo passaggio Hamilton si ferma per la seconda volta. Anche questa volta il pilota della Mercedes opta per gomme a mescola dura. Per marcare la scelta del britannico, Verstappen, nel giro successivo, effettua anche lui la sua seconda sosta. Il pit stop presenta però dei problemi, durando più di undici secondi. Il pilota della Red Bull Racing viene passato, ai box, da Leclerc, anche lui autore di un nuovo pit stop. Entrambi scelgono gomme medie. Russell si ferma al trentasettesimo giro, Pérez al trentanovesimo. Ciò porta al comando Vettel, davanti a Hamilton e Verstappen, che ha passato Leclerc, dopo un lungo duello. Hamilton passa, poco dopo Vettel, che si ferma al quarantaduesimo giro. Anche il pit stop del pilota dell'Aston Martin è lento, tanto da farlo allontanare dalle primissime posizioni. Hamilton vede ridursi il suo vantaggio su Verstappen, mentre Leclerc, che per qualche giro era rimasto in scia all'olandese, non è più capace di tenerne il passo. Alle spalle dei primi tre ci sono Pérez, Russell, Magnussen e Alonso. Lo spagnolo ha la meglio sul danese, al quarantanovesimo giro.
A cinque giri dal termine Verstappen effettua il sorpasso decisivo su Hamilton, per la prima posizione, alla curva 12. Hamilton cercherà, nei giri successivi, di ripassare l'olandese. Entrambi i piloti, nel frattempo, vengono ammoniti, con bandiera bianco e nera, per aver superato i limiti della pista. Al penultimo giro Russell effettua ancora una sosta: monta gomme morbide e coglie il giro veloce. Sempre al penultimo giro Lando Norris prende la sesta posizione ad Alonso. Nell'ultima tornata Vettel, dopo una bella rimonta, passa Kevin Magnussen, per l'ottava posizione.
Max Verstappen vince il trentatreesimo Gran Premio in carriera, al sesto posto generale per maggior numero di gare vinte nella storia categoria, la seconda gara consecutiva dopo il precedente Gran Premio del Giappone, nonché la tredicesima vittoria in stagione, confermandosi vincitore per la seconda edizione consecutiva del Gran Premio degli Stati Uniti d'America dopo quella del 2021. Il pilota olandese della Red Bull Racing due volte campione del mondo eguaglia il numero record di vittorie ottenute in un singolo campionato dai due tedeschi Sebastian Vettel, sempre con la Red Bull Racing, nella stagione 2013, e da Michael Schumacher con la Ferrari in quella del 2004. Avendo vinto anche la prima edizione del Gran Premio di Miami, Verstappen è il primo pilota a vincere due volte negli Stati Uniti d'America nella stessa stagione dai trionfi di Alan Jones nel Gran Premio degli Stati Uniti d'America-Ovest e nel Gran Premio di Las Vegas del campionato 1981. Il numero delle vittorie di Verstappen, 33, corrisponde al suo numero tradizionale di gara, oltre a corrispondere al totale di vittorie in Formula 1 di tutti i piloti americani messi insieme. Partito secondo in griglia di partenza, testimonia che su dieci edizioni della gara corse sul circuito delle Americhe tutte sono state vinte dalla prima fila dello schieramento. Per la scuderia austriaca è l'ottava vittoria consecutiva, a una lunghezza dal record di nove vittorie di fila della stagione 2013, la novantesima complessiva della propria storia, nonché la quindicesima della stagione, nuovo record, oltre a essere il terzo successo totale nel Gran Premio degli Stati Uniti d'America, tutte sul circuito delle Americhe. Essa si conferma vittoriosa per la seconda edizione consecutiva della gara con i motori sotto una diversa denominazione, Red Bull Powertrains, in sigla RBPT, a differenza dell'ultimo trionfo del 2021 spinta da propulsori Honda. Grazie ai risultati ottenuti, il costruttore austriaco si aggiudica per la quinta volta nella propria storia il mondiale costruttori, il primo dell'era turbo-ibrida, con una diversa denominazione dei propri propulsori, per la prima volta dalla stagione 2013 con Vettel, nel quale fu spinta da motori Renault. La scuderia di Milton Keynes termina una striscia record di otto mondiali costruttori vinti consecutivamente dalla tedesca Mercedes tra il 2014, prima stagione dell'era turbo-ibrida della categoria, e il 2021. Hamilton ha disputato il suo trecentosettesimo Gran Premio, al quarto posto generale per numero di Gran Premi disputati nella storia della categoria, dietro a Fernando Alonso con 352, a Kimi Räikkönen con 349 e a Rubens Barrichello con 322. Il britannico della Mercedes, secondo, al primo podio dal Gran Premio d'Ungheria, mantiene il record di concludere ogni edizioni disputata sul circuito delle Americhe tra le prime quattro posizioni. Il distacco di 5"023 dal vincitore Verstappen è quello con il margine più basso per Hamilton da una vittoria in questo campionato. Grazie alla terza posizione, Leclerc riottiene il secondo posto in classifica piloti, due lunghezze avanti rispetto a Pérez. Per il monegasco, al primo podio sul circuito delle Americhe, è il quinto di fila, la serie più lunga della sua carriera. Per Russell il quarto posto è stato il sedicesimo arrivo nelle prime cinque posizioni della stagione, mentre Norris termina sesto, dopo aver terminato settimo e ottavo nelle ultime due edizioni della gara. Vettel, ottavo, rappresenta per l'Aston Martin il terzo arrivo consecutivo nelle prime otto posizioni. Il pilota tedesco ha condotto il tremilacinquecentesimo giro della sua carriera. Magnussen, nono, termina una striscia di sette gare senza ottenere punti per la Haas, la più lunga di qualsiasi squadra. La scuderia locale ottiene punti nel proprio Paese solamente per la seconda volta nella propria storia dopo il decimo posto di Romain Grosjean nell'edizione del 2016. Tsunoda, decimo, ottiene punti dopo la disputa di tredici Gran Premi, la striscia più lunga di qualsiasi pilota. Per Sainz Jr. è stato il secondo ritiro consecutivo, avendo completato soltanto un giro nelle ultime due gare, occorrenza già verificatasi in altri due Gran Premi del campionato, in quelli d'Australia e dell'Emilia-Romagna. Il vincitore Verstappen conduce la classifica piloti con il margine più alto mai ottenuto sul secondo, Leclerc, distanziato di 124 punti. È anche il distacco più ampio mai registrato nella storia del mondiale quando mancano tre Gran Premi alla conclusione del campionato. Il Gran Premio degli Stati Uniti d'America vede l'assegnazione del titolo costruttori per la settima volta. In precedenza, il titolo fu deciso nelle edizioni del 1966, 1970, 1973 e 1974, tutte corse a Watkins Glen. I successi furono appannaggio, rispettivamente, della scuderia britannica Brabham, dell'inglese Lotus, per due volte, e della connazionale McLaren. Sull'attuale sede del circuito delle Americhe il titolo costruttori viene assegnato per la terza volta dopo le edizioni del 2012 e 2017, dove a trionfare, rispettivamente, furono sempre l'austriaca Red Bull Racing e la tedesca Mercedes. Sul suolo statunitense il titolo fu deciso anche nel Gran Premio degli Stati Uniti d'America-Est 1976, sempre corso a Watkins Glen, dove a vincere fu l'italiana Ferrari, e nel Gran Premio di Las Vegas 1982, disputato sul circuito del Caesars Palace, con trionfante sempre la Ferrari.
Sono stati cancellati 30 tempi dai commissari sportivi ai piloti per non aver rispettato i limiti della pista, durante la gara. Si sono visti cancellare il tempo quattro volte Mick Schumacher (tutte le volte alla curva 19), tre volte Alexander Albon (una volta alla curva 12 e due volte alla curva 19), Pierre Gasly (una volta alla curva 11 e due volte alla curva 19), Sergio Pérez (una volta alla curva 19 e due alla curva 6), Lewis Hamilton (tutte le volte alla curva 19), Max Verstappen (una volta alla curva 19 e due volte alla curva 9) e Zhou Guanyu (due volte alla curva 12 e una volta alla curva 19), due volte Daniel Ricciardo (entrambe le volte alla curva 19) e Lando Norris (entrambe le volte alla curva 19), una volta Fernando Alonso (alla curva 19), Yuki Tsunoda (alla curva 19), Kevin Magnussen (alla curva 19) e George Russell (alla curva 19).

### Risultati
I risultati del Gran Premio sono i seguenti:
| Pos | Nº | Pilota           | Costruttore                  | Giri | Tempo/Ritiro             | Griglia | Punti |
| --- | -- | ---------------- | ---------------------------- | ---- | ------------------------ | ------- | ----- |
| 1   | 1  | Max Verstappen   | Red Bull Racing-RBPT         | 56   | 1h42'11"687              | 2       | 25    |
| 2   | 44 | Lewis Hamilton   | Mercedes                     | 56   | +5"023                   | 3       | 18    |
| 3   | 16 | Charles Leclerc  | Ferrari                      | 56   | +7"501                   | 12      | 15    |
| 4   | 11 | Sergio Pérez     | Red Bull Racing-RBPT         | 56   | +8"293                   | 9       | 12    |
| 5   | 63 | George Russell   | Mercedes                     | 56   | +44"815                  | 4       | 11    |
| 6   | 4  | Lando Norris     | McLaren-Mercedes             | 56   | +53"785                  | 6       | 8     |
| 7   | 14 | Fernando Alonso  | Alpine-Renault               | 56   | +55"078                  | 14      | 6     |
| 8   | 5  | Sebastian Vettel | Aston Martin Aramco-Mercedes | 56   | +1'05"354                | 10      | 4     |
| 9   | 20 | Kevin Magnussen  | Haas-Ferrari                 | 56   | +1'05"834                | 13      | 2     |
| 10  | 22 | Yuki Tsunoda     | AlphaTauri-RBPT              | 56   | +1'10"919                | 19      | 1     |
| 11  | 31 | Esteban Ocon     | Alpine-Renault               | 56   | +1'12"875                | PL      |       |
| 12  | 24 | Zhou Guanyu      | Alfa Romeo-Ferrari           | 56   | +1'16"164                | 18      |       |
| 13  | 23 | Alexander Albon  | Williams-Mercedes            | 56   | +1'20"057                | 8       |       |
| 14  | 10 | Pierre Gasly     | AlphaTauri-RBPT              | 56   | +1'21"763                | 11      |       |
| 15  | 47 | Mick Schumacher  | Haas-Ferrari                 | 56   | +1'24"490                | 16      |       |
| 16  | 3  | Daniel Ricciardo | McLaren-Mercedes             | 56   | +1'30"487                | 15      |       |
| 17  | 6  | Nicholas Latifi  | Williams-Mercedes            | 56   | +1'43"588                | 17      |       |
| Rit | 18 | Lance Stroll     | Aston Martin Aramco-Mercedes | 21   | Collisione con F. Alonso | 5       |       |
| Rit | 77 | Valtteri Bottas  | Alfa Romeo-Ferrari           | 16   | Testacoda                | 7       |       |
| Rit | 55 | Carlos Sainz Jr. | Ferrari                      | 1    | Danni da incidente       | 1       |       |

George Russell riceve un punto addizionale per aver segnato il giro più veloce della gara.

## Classifiche mondiali

### Piloti
| Pos | Pilota           | Punti |
| --- | ---------------- | ----- |
| 1   | Max Verstappen   | 391   |
| 2   | Charles Leclerc  | 267   |
| 3   | Sergio Pérez     | 265   |
| 4   | George Russell   | 218   |
| 5   | Carlos Sainz Jr. | 202   |
| 6   | Lewis Hamilton   | 198   |
| 7   | Lando Norris     | 109   |
| 8   | Esteban Ocon     | 78    |
| 9   | Fernando Alonso  | 71    |
| 10  | Valtteri Bottas  | 46    |
| 11  | Sebastian Vettel | 36    |
| 12  | Daniel Ricciardo | 29    |
| 13  | Kevin Magnussen  | 24    |
| 14  | Pierre Gasly     | 23    |
| 15  | Lance Stroll     | 13    |
| 16  | Mick Schumacher  | 12    |
| 17  | Yuki Tsunoda     | 12    |
| 18  | Zhou Guanyu      | 6     |
| 19  | Alexander Albon  | 4     |
| 20  | Nicholas Latifi  | 2     |
| 21  | Nyck de Vries    | 2     |

### Costruttori
| Pos | Costruttore                  | Punti |
| --- | ---------------------------- | ----- |
| 1   | Red Bull Racing-RBPT         | 656   |
| 2   | Ferrari                      | 469   |
| 3   | Mercedes                     | 416   |
| 4   | Alpine-Renault               | 149   |
| 5   | McLaren-Mercedes             | 138   |
| 6   | Alfa Romeo-Ferrari           | 52    |
| 7   | Aston Martin Aramco-Mercedes | 49    |
| 8   | Haas-Ferrari                 | 36    |
| 9   | AlphaTauri-RBPT              | 35    |
| 10  | Williams-Mercedes            | 8     |

## Decisioni della FIA
Al termine della gara, Lance Stroll e Fernando Alonso vengono convocati dai commissari sportivi a seguito della collisione tra i due piloti tra la curva 11 e la curva 12 durante un tentativo di sorpasso dello spagnolo, nel corso del ventiduesimo giro. Il pilota canadese dell'Aston Martin viene penalizzato di tre posizioni sulla griglia di partenza e di due punti sulla superlicenza del successivo Gran Premio di Città del Messico.
La Haas avvia una protesta contro la vettura del pilota spagnolo dell'Alpine, Fernando Alonso, per la perdita dello specchietto di destra a seguito dell'incidente con Stroll in pieno rettilineo, e contro la vettura del pilota messicano della Red Bull Racing, Sergio Pérez, per l'alettone anteriore danneggiato dopo un contatto con il pilota finlandese dell'Alfa Romeo, Valtteri Bottas. Entrambe le proteste vengono giudicate ammisibili e la scuderia francese e quella austriaca vengono convocate dai commissari sportivi. Nel primo caso, considerate le prove fornite, la protesta viene accolta e Alonso viene penalizzato con uno stop and go di dieci secondi convertito in una penalità di trenta secondi sul tempo di gara. Lo spagnolo, settimo all'arrivo, scala in quindicesima posizione. Nel secondo caso, considerate le prove fornite, la protesta viene respinta. L'Alpine avvia una protesta contro l’ammissibilità di quella della Haas, arrivata 24 minuti dopo il limite massimo previsto per presentare delle contestazioni inerenti all’esito del Gran Premio. Le due scuderie vengono convocate in videoconferenza il giovedì prima della disputa del successivo Gran Premio di Città del Messico. I commissari sportivi annullano la penalità inflitta ad Alonso, ripristinandogli il settimo posto, in quanto la protesta della Haas non era ammissibile e presentata fuori tempo massimo.